# Vila closa

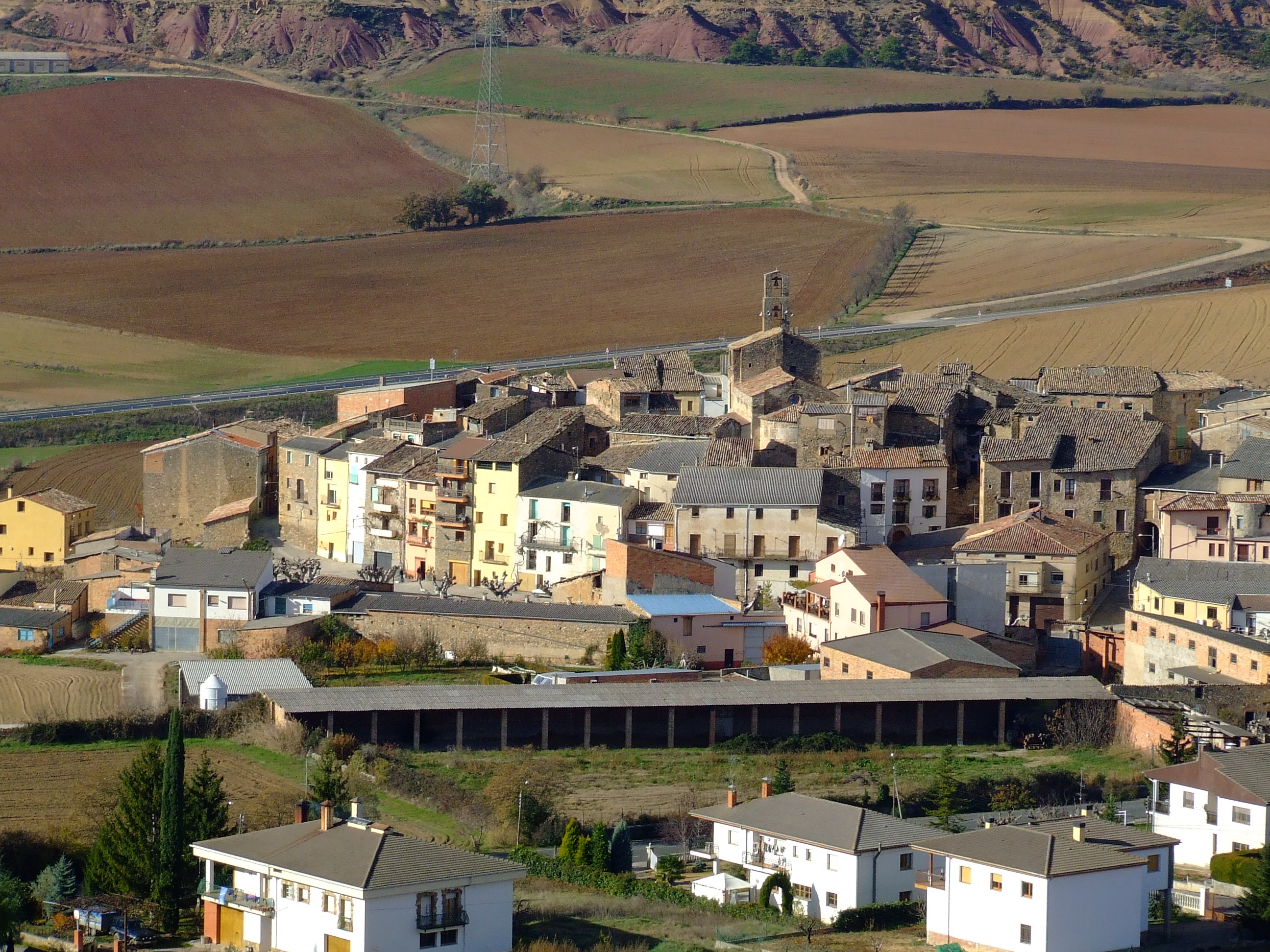
La vila closa de Figuerola d'Orcau

Una vila closa és una població protegida per muralles, originalment sense edificacions extramurs. És un tipus de població típic de l'edat antiga i de l'edat medieval. Algunes viles, ciutats o barris que eren fortificats es coneixien amb el nom de La Força. A Catalunya, els millors exemples de viles closes que han romàs intactes, sense creixement modern, són els pobles de Montfalcó Murallat (Segarra), Peratallada (Baix Empordà) o Peramea (Pallars Sobirà) entre d'altres. Les poblacions de Batea (Terra Alta), de Valls (Alt Camp) i de la Selva del Camp (Baix Camp) també tenen part del seu nucli dins l'antiga vila closa, i actualment es pot percebre la diferència entre l'interior i l'exterior de les antigues muralles. A la fotografia es pot veure el cas de Figuerola d'Orcau, al Pallars Jussà, on és perfectament recognoscible el nucli de la vila closa, a partir del qual ha anat creixent la vila, més modernament. Aquest creixement se solia donar a partir de l'edificació de cases fora murs al llarg dels camins de sortida del poble; aquests nous nuclis o barris solien rebre el nom de raval. La majoria de les viles closes de la Catalunya Nova corresponen a pobles castrals, nascuts arran d'un procés d'encastellament.
També esdevingueren viles closes alguns pobles eclesials, fortificats a la darreria de l'edat mitjana, o bé alguns pobles de muntanya (com Santa Creu de Llagunes o algunes forces pallareses com la de Vilella, del terme municipal de Sarroca de Bellera).

## Estructura

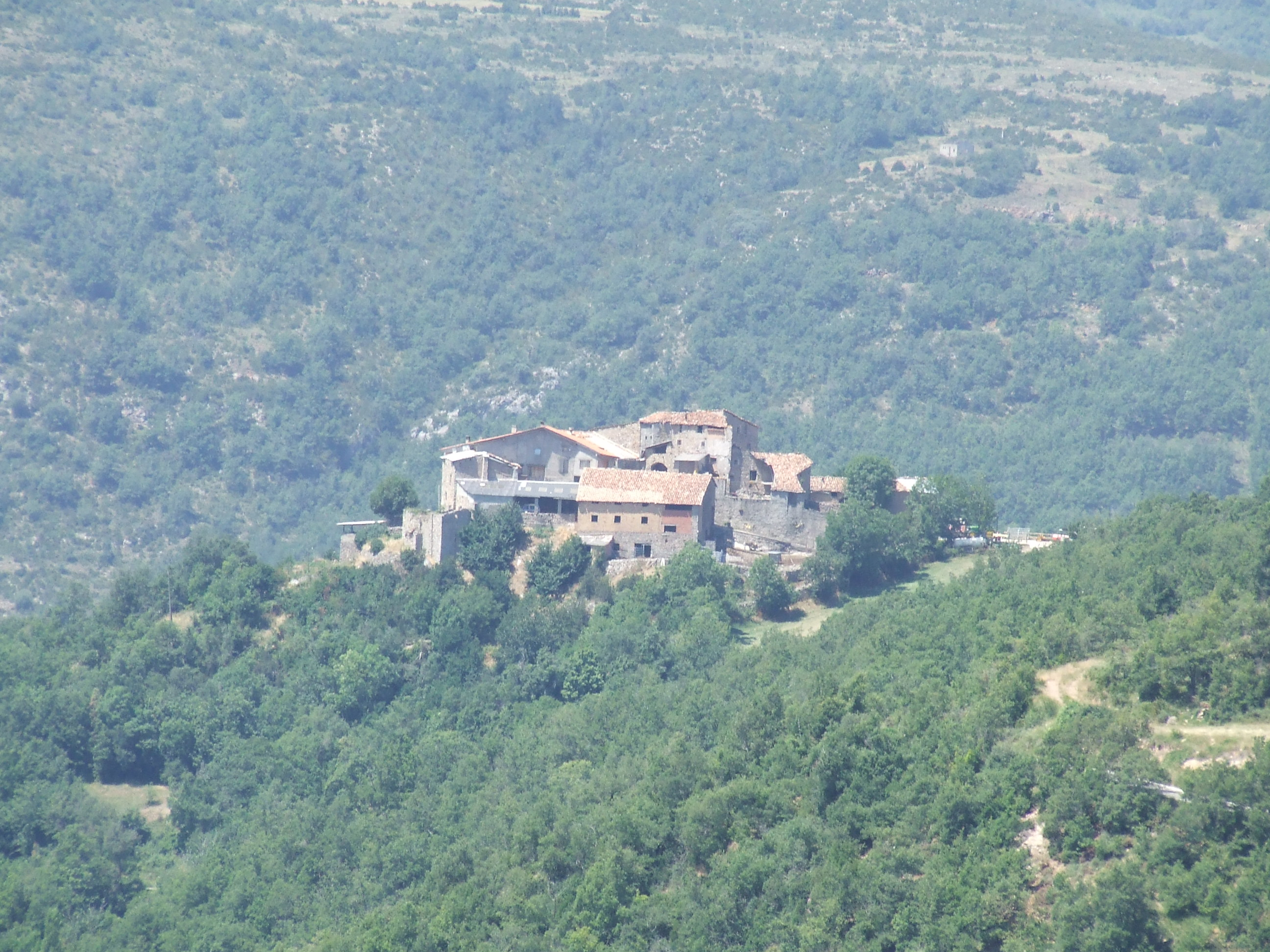
La vila closa de Vilella

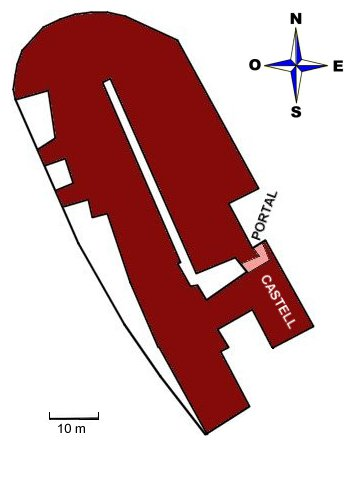
Estructura de la vila closa de Sant Climenç

Les viles closes tenen un o més portals per on s'hi entra i surt, es poden contraposar aquestes viles closes amb els pobles oberts. La majoria de viles closes tenen una torre i una església, la torre pot compartir nom amb la vila. L'església es situa a l'exterior de la vila tot i que també es poden trobar casos en els que les esglésies estan dintre de la vila si aquesta creix. A l'interior, depenent de l'estructura de la vila, pot haver un carrer principal que s'accedeix directament des del portal. Aquest carrer pot ser l'únic com n'és el cas de la vila closa de Sant Climenç. També hi ha casos com Granyanella en els que la vila es desenvolupa al voltant d'una plaça o un cercle d'habitatges on a l'interior hi ha la torre o castell. Els carrers són estrets i s'adapten a la topografia.

## Creació
Normalment les viles es formaven al voltant de torres de vigilància per a major seguretat en front a atacs d'àrabs o delinqüents. Les torres de vigilància es feien dalt de turons o a llocs estratègics per a respondre millor als atacs. És per això que una gran part dels pobles medievals estan situats als turons, al costat o al voltant d'una torre o castell. Depenent de la topografia o altres factors la vila s'anava distribuint radial o longitudinalment tancant poc a poc el perímetre.

## Viles closes dels Països Catalans
A continuació es mostren les viles closes que existeixen als Països Catalans i la seva relació de béns culturals, tant pel que fa als declarats com a Béns Culturals d'Interès Nacional (BCIN), com aquells que tenen rang municipal com a Béns Culturals d'Interès Local (BCIL):
| Poble                   | Fundació     | Estat                       | Béns Culturals d'Interès Nacional (BCIN)                                 | Béns Culturals d'Interès Local (BCIL) |  |
| ----------------------- | ------------ | --------------------------- | ------------------------------------------------------------------------ | --- |  |
| Escaló                  | XIII         | Habitat Ben conservat       | Vila closa d'Escaló                                                      | Portals i murs d'Escaló, Torre d'Escaló |  |
| Figuerola d'Orcau       | XII          | Habitat Ben conservat       | Recinte fortificat de Figuerola d'Orcau                                  | - |  |
| La Fuliola              | XI           | Habitat Ben conservat       | Vila Closa de la Fuliola                                                 | Santa Llúcia de la Fuliola |  |
| La Sentiu de Sió        | XII          | Habitat Ben conservat       | Castell de la Sentiu de Sió i vila closa                                 | Sant Miquel de la Sentiu de Sió, Ermita de la Mare de Déu de la Guardiola, Cal Morros, Cal Cinto, El Portell, Cal Torrent, Cal Diego, dipòsit d'aigües, ponts de la séquia principal |  |
| Llardecans              | XIII         | Habitat Ben conservat       | Castell de Llardecans, Llardecans                                        | Santa Maria de Llardecans, Ermita de Loreto, Farmàcia Tomàs Piñol |  |
| Montfalcó Murallat      | Segle XI     | Mig abandonat Mig conservat | Montfalcó Murallat                                                       | Sant Pere de Montfalcó Murallat, Sant Jaume de Montfalcó, carrer rodó del recinte de Montfalcó Murallat, plaça de l'església                                                         |  |
| Moror                   | XI           | Habitat Ben conservat       | Castell i vila de Moror                                                  | Sant Miquel de Moror |  |
| Politg                  | XI           | Habitat Ben conservat       | Vila closa de Polig                                                      | - |  |
| Rocallaura              | XII          | Habitat Ben conservat       | Castell i Vila closa de Rocallaura                                       | - |  |
| Salàs de Pallars        | XIII         | Habitat Ben conservat       | Vila fortificada de Salàs, La Torre del Xut                              | Estació de Salàs de Pallars, Cafè- Cinema Degà, Santa Bàrbara de Sensui, ermita de Sant Cebrià                                                                                       |  |
| Mas de Bondia           | XV           | Habitat Ben conservat       | -                                                                        | Mas de Bondia, Sant Bartomeu del Mas de Bondia, Creu Monumental de Mas de Bondia |  |
| La Manresana            | X            | Habitat Ben conservat       | Castell de la Manresana, Creu de terme de la Manresana                   | Sant Jaume de la Manresana, Portal de la Manresana, Santa Madrona de Sant Ramon |  |
| Maials                  | 500 A.C/X    | Habitat Ben conservat       | Muralles i portals de la vila closa                                      | Església de Santa Maria, dipòsit d'aigua, Església de Nostra Senyora de l'Assumpció                                                                                                  |  |
| Ratera                  | XIII         | Habitat Ben conservat       | Castell de Ratera                                                        | Masia de Ratera i Capella de Sant Llorenç de Ratera |  |
| Portell                 | XI           | Habitat Ben conservat       | Torre de guaita de Portell                                               | Portell de la vila closa, Sant Jaume de Portell, Sant Ramon de Portell |  |
| Vilamitjana             | XII          | Habitat Ben conservat       | Castell de Vilamitjana                                                   | Santa Maria de Vilamitjana, Casa Adelaida, Casa Gonpui, Carrer clos de Vilamitjana, Cooperativa de Sant Bartomeu                                                                     |  |
| Montferri               | -            | Habitat Poc conservat       | Castell de Rocamora, Torre de Montferri                                  | Sant Bartomeu de Montferri |  |
| Rocafort de Queralt     | -            | Habitat Mig conservat       | Castell de Rocafort de Queralt, Celler Cooperatiu de Rocafort de Queralt | Casa de la vila de Rocafort de Queralt, Sant Salvador de Rocafort |  |
| Santa Fe                | Segle XII    | Habitat Ben conservat       | Castell de Santa Fe                                                      | Cal Balcells, Sant Pere de Santa Fe de Segarra, Torre de Santa Fe |  |
| Granyanella             | Alt Medieval | Habitat Ben conservat       | Castell de Granyanella                                                   | - |  |
| Montbrió del Camp       | XIII         | Habitat Mig conservat       | Torre de la Closa i muralla                                              | Centre històric de Montbrió del Camp |  |
| Pujalt                  | XIII         | Habitat Ben conservat       | Portal i murs de la vila                                                 | - |  |
| Sant Pere dels Arquells | XI           | Habitat Ben conservat       | Església de Sant Pere dels Arquells                                      | - |  |
| Sant Just d'Ardèvol     | XI           | Deshabitat Ben conservat    | Castell d'Ardèvol, Cal Tristany                                          | - |  |
| Massoteres              | Segle XI     | Habitat Ben conservat       | -                                                                        | Església de Sant Salvador, Cal Pintó, Cal Soler i Ermita de Sant Simeó |  |
| Pallerols               | XII          | Habitat Ben conservat       | -                                                                        | Sant Jaume de Pallerols |  |
| Vall-llebrera           | -            | Habitat Ben conservat       | -                                                                        | Portal de Vall-llebrera |  |
| Puiggròs                | XIII         | Habitat Ben conservat       | Castell de Puiggròs                                                      | L'Assumpció de Puiggròs |  |
| Ivorra                  | XI           | Habitat Ben conservat       | Torre d'Ivorra                                                           | Casalot de la Morera, Sant Cugat d'Ivorra |  |
| Torrefeta               | -            | Habitat Ben conservat       | Murs i antic portal d'accés de Torrefeta                                 | Sant Amanç de Torrefeta |  |

Algunes poblacions com Mollerussa, Sallent o La Secuita tenien un nucli medieval clos però l'únic indici que en queda és el nom d'algun carrer.